# 拉瑟·赫塞爾
拉瑟·萊夫·赫塞爾（丹麥語：Lasse Leif Hessel，1940年9月9日—2019年4月25日）是丹麥的發明家、作家和醫學博士。他因發明了女用安全套和 Femi-X 藥丸而聞名，同時也是國際公認的營養和膳食纖維專家。

## 生平
他在哥本哈根大學學習醫學，並於1970年代初開始為丹麥政府收集公共衛生和營養的研究資料。
這使他開始為《政治报》撰寫醫學專欄，並擔任丹麥麵包製造商Schulstad的營養顧問，這項工作促使麵包中添加了更多的纖維。
1974年，他製作了一部由政府資助的教育電視系列節目《健康與纖瘦》（Sund og slank），並配有同名書籍，銷量達到75萬冊，這是他首次獲得巨大的出版成功。隨後，他出版了許多書籍，包括幾本暢銷書和一本健康雜誌《健康生活》（Lev vel，1977年）。
1976年，赫塞爾開發了一種名為 Fiber Trim 的瘦身藥丸，十年後又推出了另一種減肥藥 Gastrolette，後來被稱為 Minus Calories 和 Zotrim。
1975年，赫塞爾創作了《家庭醫生》，這是一部基於他作為全科醫生經歷的報紙漫畫系列。該系列由《紐約時報》向42個國家的報紙和雜誌聯合發行，日讀者超過3.2億，持續了14年，使拉瑟·赫塞爾在國際上聲名鵲起。
拉瑟·赫塞爾最著名的發明可能是女用安全套。在聽到女性缺乏預防HIV/AIDS的選擇後，他開發了這款產品。該產品於1990年在歐洲推出，並於1993年獲得美國食品藥品監督管理局的銷售批准。如今，世界衛生組織和聯合國贊助其生產。2000年，女用安全套的成功在國際貿易類別中獲得了女王企業獎。
1991年，赫塞爾出版了一本暢銷書和錄影帶《愛的窗戶》，基於他用超音波掃描進行的研究，他用這些掃描研究陰莖在性行為期間如何在女性骨盆內移動。書中展示了陰莖如何刺激陰道的各種敏感區域，帶來更滿意的性生活。該書以多種語言出版，隨後又出版了一系列關於性相關主題的健康書籍，如安全性行為、感性按摩等。
另一項發明，Femi-X 藥丸，是一種為患有性功能障礙的女性開發的類似威而鋼的藥物。它與倫敦國王學院合作開發，並於2004年在全球推出。基於草藥成分的混合物，Femi-X藥丸據稱通過刺激血流和自然的腦活動來增強女性性慾。它還附有一張教育DVD《Femi-X及其延伸》（2004年），由丹麥性學家瓊·厄廷主持。
赫塞爾的其他發明包括 Aqua Wall（1978年），一種旨在改善環境條件的室內瀑布；一種驅除蟲毒的清除器；一種去除痘痘的工具；Cellastic（1986年），一種基於人體細胞結構的保護材料；Bio Tap，一種用於固定造口袋的鈦環系統；DiaTest 唾液採集套件；以及 DiaQuick，一種用於早期檢測乳癌的診斷系統。
在生命的最後階段，赫塞爾在丹麥經營自己的研究公司 Medic House，並且是倫敦Natures Remedies 公司的共同所有者，同時與妻子和四個孩子住在丹麥的一個小港口城市斯文堡。
赫塞爾於2019年4月25日在丹麥斯文堡去世。

## 外部連結
- Biographical article in medical journal Dagens Medicin （页面存档备份，存于）
- Biographical article in e-pages.org （页面存档备份，存于）